# Gesnes-le-Gandelin
Gesnes-le-Gandelin – miejscowość i gmina we Francji, w regionie Kraj Loary, w departamencie Sarthe.
Według danych na rok 1990 gminę zamieszkiwały 633 osoby, a gęstość zaludnienia wynosiła 49 osób/km² (wśród 1504 gmin Kraju Loary, Gesnes-le-Gandelin plasuje się na 766. miejscu pod względem liczby ludności, natomiast pod względem powierzchni na miejscu 873.).